# خسوس آرسو
خسوس آرسو (انگلیسی: Jesús Areso؛ زادهٔ ۲ ژوئیهٔ ۱۹۹۹) بازیکن فوتبال اهل اسپانیا است که به صورت قرضی از اوساسونا برای بورگوس سی اف در پست مدافع راست بازی می‌کند.
وی همچنین در تیم‌های ملی فوتبال زیر ۱۸ سال اسپانیا، زیر ۱۹ سال اسپانیا، و باسک بازی کرده‌است.